# NHL 1964/65
Die NHL-Saison 1964/65 war die 48. Spielzeit in der National Hockey League. Sechs Teams spielten jeweils 70 Spiele. Den Stanley Cup gewannen die Montréal Canadiens nach einem 4:3-Erfolg in der Finalserie gegen die Chicago Black Hawks. Vier Jahre nachdem er seine Karriere beendet hatte, feierte Ted Lindsay mit 39 Jahren sein Comeback bei den Red Wings und war dabei mit 14 Toren und 28 Punkten sehr erfolgreich. Mit Ulf Sterner debütierte der erste Spieler in der NHL, der das Eishockeyspielen in Europa gelernt hatte. Bei immer mehr Teams setzte es sich durch, mit zwei Torhütern in eine Saison zu gehen. Detroits Rookie-Goalie Roger Crozier startete mit einer super Saison und stand in allen 70 Spielen der Saison im Tor. Nach dieser Saison hat nie mehr ein Goalie alle Saisonspiele bestritten.

## Reguläre Saison

### Abschlusstabelle
Abkürzungen: W = Siege, L = Niederlagen, T = Unentschieden, GF= Erzielte Tore, GA = Gegentore, Pts = Punkte
|                     | W  | L  | T  | GF  | GA  | Pts |
| ------------------- | -- | -- | -- | --- | --- | --- |
| Detroit Red Wings   | 40 | 23 | 7  | 224 | 175 | 87  |
| Montréal Canadiens  | 36 | 23 | 11 | 211 | 185 | 83  |
| Chicago Blackhawks  | 34 | 28 | 8  | 224 | 176 | 76  |
| Toronto Maple Leafs | 30 | 26 | 14 | 204 | 173 | 74  |
| New York Rangers    | 20 | 38 | 12 | 179 | 246 | 52  |
| Boston Bruins       | 21 | 43 | 6  | 166 | 253 | 48  |

### Beste Scorer
Abkürzungen: GP = Spiele, G = Tore, A = Assists, Pts = Punkte
| Spieler         | Team       | GP | G  | A  | Pts |
| --------------- | ---------- | -- | -- | -- | --- |
| Stan Mikita     | Chicago    | 70 | 28 | 59 | 87  |
| Norm Ullman     | Detroit    | 70 | 42 | 41 | 83  |
| Gordie Howe     | Detroit    | 70 | 29 | 47 | 76  |
| Bobby Hull      | Chicago    | 61 | 39 | 32 | 71  |
| Alex Delvecchio | Detroit    | 68 | 25 | 42 | 67  |
| Claude Provost  | Montreal   | 70 | 27 | 37 | 64  |
| Rod Gilbert     | NY Rangers | 70 | 25 | 36 | 61  |
| Pierre Pilote   | Chicago    | 68 | 14 | 45 | 59  |
| Johnny Bucyk    | Boston     | 68 | 26 | 29 | 55  |
| Ralph Backstrom | Montreal   | 70 | 25 | 30 | 55  |

## Stanley-Cup-Playoffs
|  | Halbfinale | Halbfinale            | Halbfinale |  |  | Stanley-Cup-Finale | Stanley-Cup-Finale    | Stanley-Cup-Finale |
|  |            |                       |            |  |  |                    |                       |                    |
|  |            |                       |            |  |  |                    |                       |                    |
|  | 1          | Detroit Red Wings     | 3          |  |  |                    |                       |                    |
|  | 3          | Chicago Black Hawks   | 4          |  |  |                    |                       |                    |
|  |            |                       |            |  |  | 3                  | Chicago Black Hawks   | 3                  |
|  |            |                       |            |  |  | 2                  | Canadiens de Montréal | 4                  |
|  | 2          | Canadiens de Montréal | 4          |  |  |                    |                       |                    |
|  | 4          | Toronto Maple Leafs   | 2          |  |  |                    |                       |                    |
|  |            |                       |            |  |  |                    |                       |                    |

## NHL-Auszeichnungen
| Art Ross Trophy:              | Stan Mikita, Chicago Blackhawks                     |
| Calder Memorial Trophy:       | Roger Crozier, Detroit Red Wings                    |
| Hart Memorial Trophy:         | Bobby Hull, Chicago Blackhawks                      |
| Lady Byng Memorial Trophy:    | Bobby Hull, Chicago Blackhawks                      |
| Vezina Trophy:                | Terry Sawchuk und Johnny Bower, Toronto Maple Leafs |
| James Norris Memorial Trophy: | Pierre Pilote, Chicago Blackhawks                   |